# Прокоповка
Прокоповка (біл. Пракопаўка) — село в Черетянській сільській раді Гомельського району Гомельської області Республіки Білорусь.
Поблизу є родовище залізняку.

## Географія

### Розташування
За 48 км на південний схід від Гомеля, 15 км від залізничної станції Кравцовка (на лінії Гомель – Чернігів).

## Гідрографія
На річці Терюха (притока річки Сож).

## Транспортна мережа
Автомобільна дорога Тереховка — Гомель. Планування складається з прямолінійної вулиці, яка орієнтована з південного сходу на північний захід і забудована дерев'яними будинками садибного типу.

## Історія

### Російська імперія
За письмовими джерелами відома з XIX століття як село у володінні дворян Лисовських, у Білицькому повіті Могилівської губернії. Хазяїн однойменного маєтку володів у 1845 році 1421 десятиною землі. У 1884 році особисте володіння Терези Лисовської працював хлібний магазин і водяний млин. Відповідно до перепису 1897 року перебувала у Марковицькій волості Гомельського повіту. У 1909 році у володінні поміщиків Олександра та Івана Лисовських працювали школа, млин.

### СРСР

#### Довоєнні роки
1926 року працювали поштовий пункт, початкова школа. Поруч, у колишньому фольварку, діяло насіннєве господарство. З 8 грудня 1926 року по 20 вересня 1983 року центр Прокоповської сільради Носовицької, з 4 серпня 1927 року Тереховської, з 25 грудня 1962 року Добруського, з 18 січня 1965 року Гомельського районів Гомельського округу (до 26 липня 1930 року), року на Гомельщині. У 1930 році організований колгосп «Ударник», працювали вітряк і кузня.

#### Німецько-радянська війна
Під час німецько-радянської війни у вересні 1943 року німецькі окупанти спалили 79 дворів. Звільнено 27 вересня 1943 року, у боях за село загинули 97 радянських солдатів (поховані в братській могилі у сквері біля школи). На фронтах та у партизанській боротьбі загинули 56 жителів, пам'ять про яких увічнює Курган Слави.

#### Повоєнні роки
У 1959 році у складі колгоспу «Первомайський» (центр — село Маков'є). Розташовані 9-річна школа, клуб, бібліотека, фельдшерсько-акушерський пункт, відділення зв'язку, магазин.

## Населення

### Чисельність
- 2004 — 50 господарств, 121 мешканець

## Відомі уродженці
- Н. Н. Шклярова — білоруська поетеса.